# Tofsfinkbulbyl
Tofsfinkbulbyl (Spizixos canifrons) är en asiatisk fågel i familjen bulbyler inom ordningen tättingar.

## Kännetecken

### Utseende
Tofsfinkbulbylen är en 22 centimeter lång bulbyl med en toppig tofs på huvudet och en kraftig, blek näbb. Den är i stort olivfärgad med svartaktigt huvud och strupe, grå örontäckare och svart ändband på stjärten. Ungfågeln har brunsvart hjässa och blekbruna örontäckare.

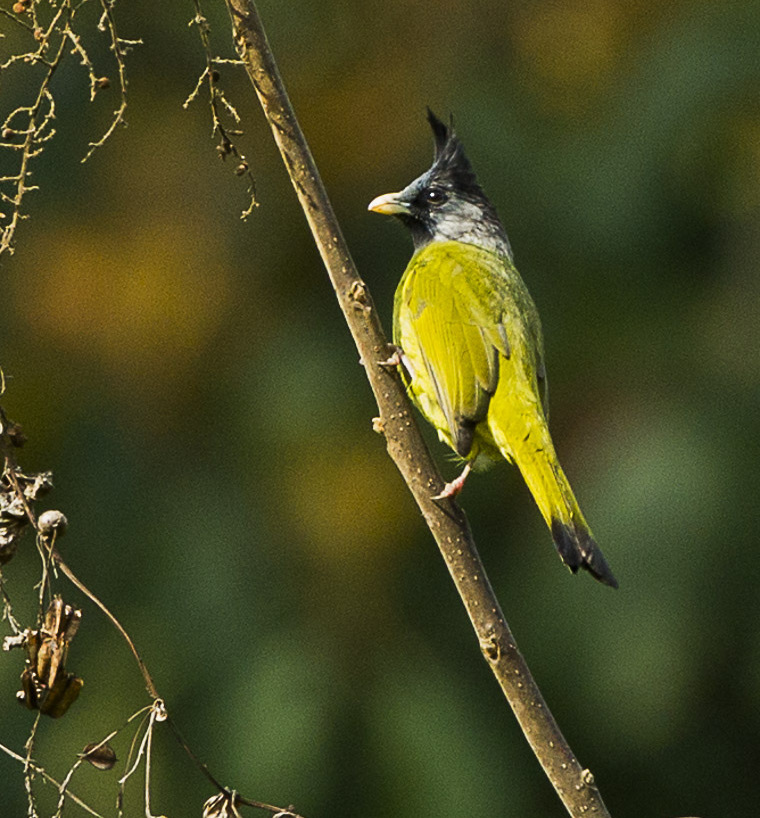

### Läte
Tofsfinkbulbylens sång är en torr och bubblande drill: purr-purr-prruit-prruit-prruit.

## Utbredning och systematik
Tofsfinkbulbyl förekommer från nordöstra Indien till norra Indokina. Den delas in i två underarter med följande utbredning:
- Spizixos canifrons canifrons – förekommer i södra Assam (söder om Brahmaputra) och i västra Myanmar
- Spizixos canifrons ingrami – förekommer i östra Myanmar, sydvästra Kina (Yunnan), nordvästra Thailand och norra Indokina

## Levnadssätt
Tofsfinkbulbylen förekommer i öppen städesgrön eller lövfällande skog, bergsbelägna snårbuskmarker och gräsområden. Den lever av frön, bönor, ärter och olika sorters frukt, men även insekter. Fågeln häckar mellan mars och juli, tydligen kooperativt även om dokumentationen är bristfällig.

## Status och hot
Arten har ett stort utbredningsområde och en stor population, och tros öka i antal till följd av svedjebruk. Utifrån dessa kriterier kategoriserar IUCN arten som livskraftig (LC). Världspopulationen har inte uppskattats, men den beskrivs som ganska vanlig i Myanmars högländer och norra Thailand, men fåtalig i Kina.